# Kari Rahkamo
Kari Tapani Rahkamo (Lahti, 30 maggio 1933 – 11 novembre 2023) è stato un triplista e politico finlandese.

## Biografia
Rappresentò il suo Paese nel salto triplo in due edizioni olimpiche consecutive: nel 1956 e nel 1960. Dopo il ritiro entrò in politica, divenendo tra l'altro sindaco di Helsinki dal 1991 al 1996.
Si è spento nel 2023, a 90 anni. 